# 고이역
고이역(일본어: 五井駅, ごいえき)은 일본 지바현 이치하라시에 있는 철도역이다. 동일본 여객철도 (JR 동일본)가 운영하고 있으며, 고미나토 철도와 함께 사용하고 있다.
특급 《사자나미》 호가 정차한다.

## 역 구조
지상역으로, 승강장은 동일본 여객철도가 1면 2선씩, 고미나토 철도가 1면 2선씩 따로 쓰는 2면 4선 구조로 되어 있다. 선상역사를 운영하고 있다.
JR 고이 역은 동일본 여객철도가 직영으로 운영하며, 우치보 선의 하마노역, 야와타주쿠역, 아네가사키역을 운영하고 있다. 오전 6시 30분부터 오후 7시까지 초록 창구를 영업하고 있으며, 자동 개찰기에서 스이카 및 제휴 교통카드의 사용이 가능하다. 승강장의 기둥에 제프 유나이티드 이치하라 지바가 홍보를 목적으로 팀을 상징하는 색을 칠해놓았다.
고미나토 철도 고이 역의 승강장은 역사와 과선교로 이어져 있다. 스이카의 사용이 가능한 간이 개찰기를 통해 JR 우치보 선과 환승할 수 있다. 승강장 동쪽으로는 측선이 있어서, 고미나토 철도 열차들이 머무를 수 있다.

### 승강장
| 1   | ■ 우치보 선       | 소가 · 지바 · 가이힌마쿠하리 · 도쿄 방면         |
| 2   | ■ 우치보 선       | 기사라즈 · 기미쓰 · 다테야마 · 아와카모가와 방면 |
| 3·4 | ■ 고미나토 철도선 | 가즈사우시쿠 · 요로케이코쿠 · 가즈사나카노 방면  |

## 역세권 정보
역 서쪽 출구 주변으로 시가지가 형성되어 있다. 이치하라시청사는 가즈사무라카미 역 (고미나토 철도선)에서 가장 가깝지만, 고미나토 철도선의 열차 편수가 적기 때문에 고이 역에서 시청으로 가는 버스가 다니고 있다.
- 이치하라시청사
- 이치하라 임해 경기장 - J리그 디비전 2에 소속된 프로 축구팀 제프 유나이티드 이치하라 지바의 제2 경기장.
- 이치하라 임해 구장 - 고등학교 야구 선수권 지바 대회가 열리는 야구 경기장 중 하나이다.

## 역사
- 1912년 3월 28일 - 일본국유철도 고이 역이 개업하였다.
- 1925년 3월 7일 - 고미나토 철도가 고이 역에 노선을 개업하였다.
- 1987년 4월 1일 - 민영화에 따라 동일본 여객철도의 소속이 되었다.
- 2001년 11월 18일 - 스이카의 사용이 가능해졌다.
- 2009년 3월 14일 - JR 고이 역과 고미나토 철도 고이 역 사이의 환승 개찰구에 간이 스이카 개찰기를 설치하였다.

## 인접역
| 동일본 여객철도 우치보 선     | 동일본 여객철도 우치보 선       | 동일본 여객철도 우치보 선        |
| ----------------------------- | ------------------------------- | -------------------------------- |
| 야와타주쿠 소가 방면          | ■ 소부 쾌속                     | 아네가사키 기미쓰 방면           |
| 야와타주쿠 소가 방면          | ■ 게이요 통근쾌속·쾌속·각역정차 | 아네가사키 기미쓰 방면           |
| 야와타주쿠 소가 방면          | ■ 우치보 선 보통                | 아네가사키 아와카모가와 방면     |
| 고미나토 철도 고미나토 철도선 |                                 |                                  |
| 시·종착역                     | ■ 보통                          | 가즈사무라카미 가즈사나카노 방면 |